# Sense and Sensibility and Sea Monsters
Razão e Sensibilidade e Monstros Marinhos (Sense and Sensibility and Sea Monsters no original) é um livro de autoria creditada a Jane Austen e a Ben H. Winters, publicado pelo selo Quirk Classics da editora Quirk Books. Trata-se de uma das primeiras obras do gênero mash-up classic ("clássico mistureba" numa possível tradução): a trama original de Jane Austen para Razão e Sensibilidade, sobre o drama das irmãs Dashwood na Inglaterra da Regência, com seu provocante comentário social, acrescida de humor e aventura, com ultraviolentos embates entre humanos e bestas marinhas.
Esta obra veio na esteira do sucesso de Orgulho e Preconceito e Zumbis, também da Quirk Books.
No Brasil, foi publicado pela Editora Intrínseca, com tradução de Maria Luiza Borges. ISBN 978-85-8057-044-1; Páginas: 320; Formato: 14 x 21.
O livro foi anunciado como "Composto de 60% da obra de Jane Austen e 40% do humor e da aventura de Ben H. Winters".